# Rhaphium richterae
Rhaphium richterae är en tvåvingeart som beskrevs av Negrobov 1977. Rhaphium richterae ingår i släktet Rhaphium och familjen styltflugor. Inga underarter finns listade i Catalogue of Life.